# 安美瑞
安美瑞（Mary Andrews，1915年3月—1996年），澳洲聖公會女传教士，1938年到1951年在中国浙江省傳道。
1915年3月，安美瑞出生在澳洲新南威爾斯州，中學畢業后立志到中國宣教，于是先后接受護士和神學訓練，在1938年9月14日，安美瑞独自从悉尼出发，前往中国浙江省臨海传教。直到1945年，当日军进攻臨海时，安美瑞奉命撤退，辗转穿越中国内地，经昆明搭乘军用飞机到印度的加爾各答，回到澳洲。战后，安美瑞重返中國，在浙江紹興教書，使许多學生皈依基督。1951年，安美瑞离开中国。回國後，她被按立为女执事，1952年又出任聖公會女执事培訓學院校長（这所学校今名安美瑞學院，Mary Andrews College）。1975年退休。1996年底去世，享年81岁。